# Gorleben
Gorleben je obec v Německu ve spolkové zemi Dolní Sasko v zemském okrese Lüchow-Dannenberg na levém břehu Labe. Ke konci roku 2009 zde žilo 638 obyvatel.
Poprvé byla v dokladech zmíněna roku 1360. Je známá jako místo meziskladu vyhořelého jaderného paliva.